# CD 로다
CD 로다(스페인어: Club Deportivo Roda)는 스페인 발렌시아주 비야레알을 연고로 하는 축구단이다. 1974년에 창단되었으며, 테르세라 페데라시온에 참가하고 있다. 처음에는 유소년 축구에만 전념하다 1999년에 성인 팀을 만들었다. 2006년에는 비야레알 CF와 협력 계약을 맺고 유소년 육서을 돕고 있다.